# Martin Hänisch
Martin Hänisch (* 28. Juli 1910 in Dresden; † 10. Januar 1998 ebenda) war ein deutscher Grafiker und Maler.

## Leben
Als Sohn eines Grabbildhauers lernte er früh in der Werkstatt des Vaters den Umgang mit bildformenden Werkzeugen.
Hänisch erlernte von 1925 bis 1929 den Beruf eines Porzellanmalers in Meißen. Ab 1928 nahm er Abendunterricht an der Kunstschule Guido Richter in Dresden. 1929–1933 besuchte er Kurse an der Marxistischen Arbeiterschule (MASCH) in Dresden bei Hermann Duncker und wurde 1929 Mitglied der Assoziation revolutionärer bildender Künstler Deutschlands (ASSO). Er unterhielt enge Kontakte zu Dresdner Künstlern der ASSO und deren Sympathisanten: Herbert Gute, Wilhelm Lachnit, Otto Griebel, Hans und Lea Grundig, Eva Schulze-Knabe, Fritz Schulze, Werner Hofmann, Willy Tag und Fritz Gothe und war politisch tätig.
1938/1939 war er wegen „Vorbereitung zum Hochverrat“ in der Dresdner Haftanstalt Mathildenstraße (‚Mathilde‘) inhaftiert und ging danach bis 1940 als Porzellanmaler zur Porzellanmanufaktur Fürstenberg. Im selben Jahr kehrte er nach Dresden zurück und arbeitete als Zeichner und Schrifthauer in Dresden. 1943 wurde er zum Strafbataillon 999 eingezogen und auf der Insel Rhodos eingesetzt. 1945 geriet er in britische Kriegsgefangenschaft und kam ins Lager nach Ägypten. 1947 wurde er nach Deutschland entlassen und kehrte nach Dresden zurück.
Ab 1950 war er als wissenschaftlich-grafischer Mitarbeiter am Kulturwissenschaftlichen Institut der TH Dresden unter Ludwig Renn angestellt, zugleich war er tätig als Buchillustrator und Gebrauchsgraphiker. 1951/52 entwarf er gemeinsam mit Herbert Gute das Staatsemblem der DDR.
Von 1958 bis 1963 war er Dozent an der Arbeiter-und-Bauern-Fakultät der Hochschule für Bildende Künste Dresden (HfBK), danach bis 1975 Dozent für Schriftgestaltung an der HfBK in Dresden.
Danach arbeitete er freischaffend in Dresden als Grafiker, Schriftgestalter und Illustrator zahlreicher Bücher. Hänisch war Mitglied des Verbands Bildender Künstler der DDR.

## Werke (Auswahl)

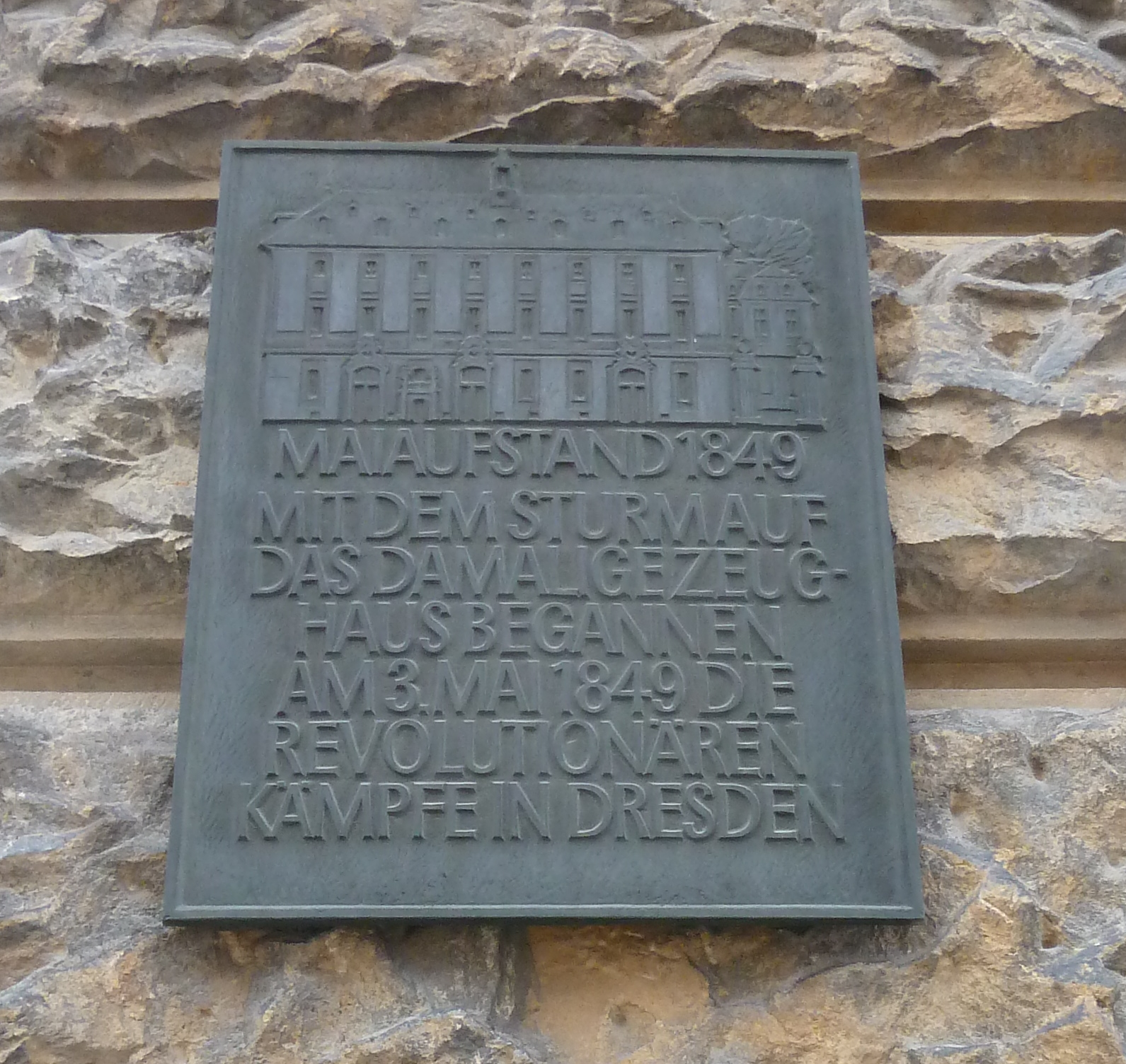
Gedenktafel zum Maiaufstand 1849, Tzschirnerplatz, Ostseite Albertinum

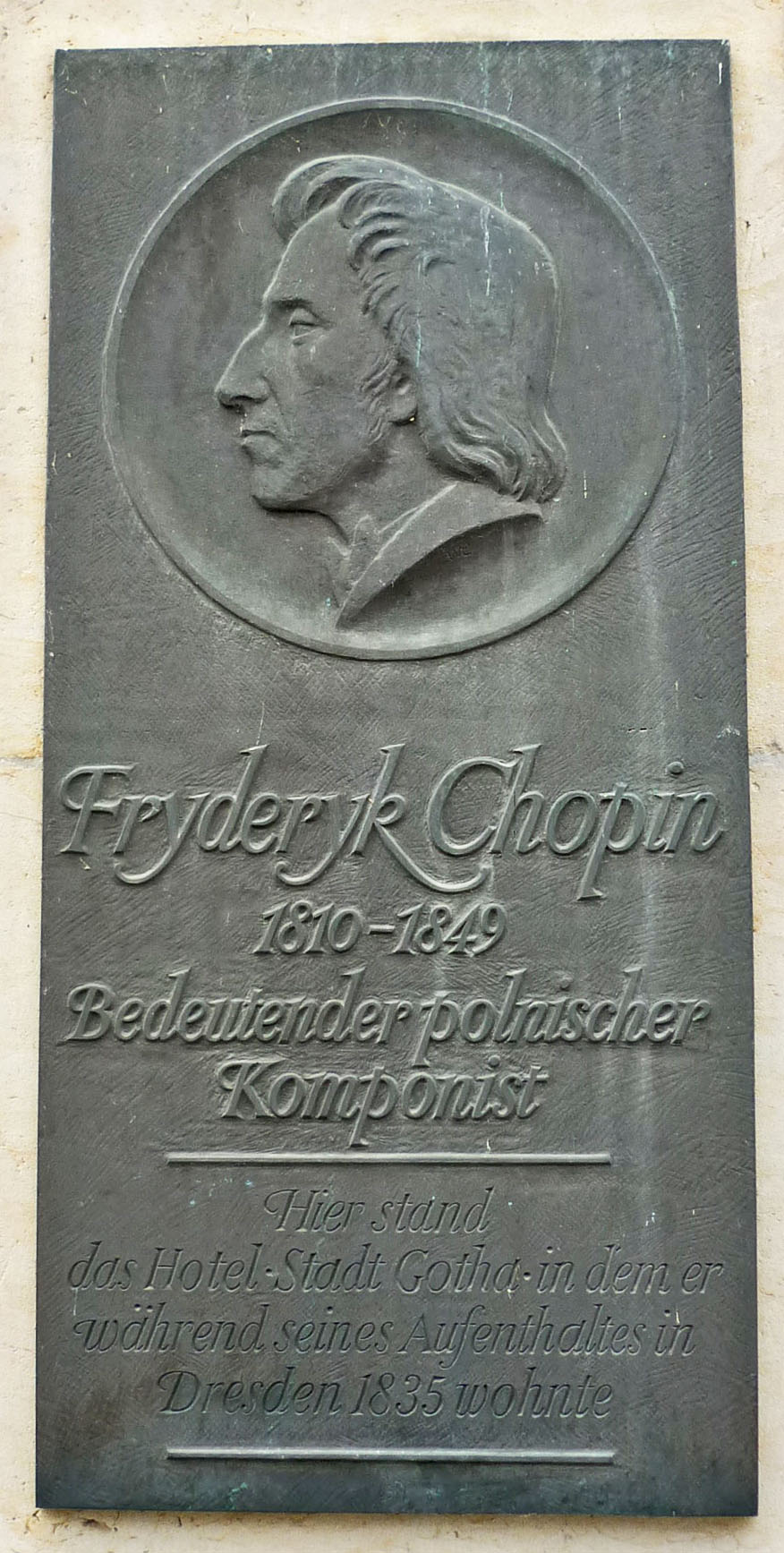
Gedenktafel für Chopin an der Schloßstraße, Dresden

Martin Hänisch arbeitete vor dem Krieg als Werbegrafiker, nebenher entstanden Grafiken, Aquarelle und einzelne Gemälde. Nach seiner Rückkehr aus der Gefangenschaft schuf er zahlreiche Buchillustrationen, Plakatentwürfe und gestaltete Schriftsätze. Neben seiner Tätigkeit als Dozent für Schrift entstanden immer wieder grafische Arbeiten, Aquarelle, Pastelle und Gemälde. Sein Alterswerk sind die zahlreichen Entwürfe für Gedenk- und Erinnerungstafeln, die er frei mit der Hand in die Gipsmodelle schnitt. Für die Semperoper schuf er die Schriftvorlagen für alle Beschriftungen des Hauses einschließlich der Ziffern für die Fünfminuten-Uhr über der Bühne. Im hohen Alter illustrierte er wieder zahlreiche Bücher.
Buchillustrationen
- Wolfgang Joho: Die Hirtenflöte, Aufbau Verlag, 1947
- Heinrich Mann, Der Untertan, Aufbau Verlag, 1949/50
- Mark Twain: Tom Sawyers Abenteuer, 1950/53
- Ludwig Renn: Morelia, Aufbau Verlag, 1951
- Max Zimmering: Buttje Pieter und sein Held, 1951/65
- Ludwig Renn: In Mexiko
- Ludwig Renn: Vom alten und neuen Rumänien, 1952
- Annemarie Reinhardt: In den Sommer hinein, 1952
- Auguste Lazar: Jan auf der Zille, Kinderbuch  Verlag, 1953
- Werner Bauer: 2:2 für Klasse 8, Kinderbuch Verlag,
- Veres: Die Knechte des Herrn Csatary, 1952
- Norbert Klaus Fuchs: Billmuthausen – das verurteilte Dorf (Titelbild), Verlag Frankenschwelle,  1991; Neuauflage 2010 (S. 10), Greifenverlag
- Rudolf Scholz: Dresdener Epigramme, 2003
- Elbflorentinische Miniaturen, 1994
- Elbsandsteingebirge, 1995

Bronzetafeln
- Ludwig Richter, Dresden, 1984
- Mary Wigman, Dresden, 1987, Bautzner Straße 207,
- Billmuthausen, Wüstung Billmuthausen (Heldburg), 1991, gestohlen 1992, ersetzt durch Steinplatte, Gestaltung unverändert
- Pavillon der Technischen Bildungsanstalt, Dresden, Brühlsche Terrasse (nahe Rietschel-Denkmal)
- Maiaufstand 1849, Dresden, Altmarkt 25
- Maiaufstand 1849, Dresden, Schloßstraße 7
- Maiaufstand 1849, Dresden, Tzschirnerplatz (Ostseite Albertinum)
- Frédéric Chopin, Porträt: Wilhelm Landgraf, Schrift Martin Hänisch, Dresden, Schloßstraße 5
- Johann Andreas Schubert u. August Küchel, Dresden, 1982, Friedrichstraße 46 (Krankenhaus Friedrichstadt)
- Ludwig Richter, Dresden, 1984, Friedrichstraße 46 (Krankenhaus Friedrichstadt)
- Gedenktafel für jüdische Verfolgte, Dresden, 1988, Kreuzkirche Altmarktseite
- Mahnmal Frauenkirche, Dresden, vor Wiederaufbau entfernt (Standort unbekannt)

weitere Werke
- Entwurf des DDR-Wappens zusammen mit Herbert Gute
- Entwurf der Schriftvorlagen für die Semperoper

## Ausstellungsbeteiligungen
- 1958, 1962, 1972 Kunstausstellung der DDR, Dresden
- 1972, 1974, 1979 Bezirkskunstausstellung Dresden
- 1960 Städtisches Museum, Karl-Marx-Stadt (Chemnitz)
- 1978 Revolution und Realismus, Altes Museum, Berlin
- postum 2011/12 Neue Sachlichkeit in Dresden. Malerei der Zwanziger Jahre von Dix bis Querner, Kunsthalle im Lipsius-Bau, Dresden

## Auszeichnungen
- 1975: Vaterländischer Verdienstorden in Silber
- 1985: Martin-Andersen-Nexö-Kunstpreis der Stadt Dresden